# Salz (Baviera)
Salz é um município da Alemanha, situado no distrito de Rhön-Grabfeld, no estado da Baviera. Tem 8,65 km² de área, e sua população em 2019 foi estimada em 2.303 habitantes.